# 武蔵野鉄道モハ5570形電車
武蔵野鉄道モハ5570形電車（むさしのてつどうモハ5570がたでんしゃ）は、西武鉄道の前身である武蔵野鉄道が、同社最後の新製発注車両として1942年（昭和17年）に導入した通勤形電車である。

## 概要
昭和初期の武蔵野鉄道は、大恐慌に端を発する沿線人口の伸び悩みや、需要に対して過大な設備投資を行ってきたことに起因する経営不振に陥り、車両の増備も1928年（昭和3年）6月以降凍結されていた。太平洋戦争の開戦前後より苦しい経営状況を脱し、増加しつつあった利用者に対応するため1940年（昭和15年）4月から同年11月にかけて制御車クハ5855形・5860形電車7両が約12年ぶりの新車として導入された。モハ5570形電車（以下「本形式」）は前掲2形式に次ぐ増備車両として1942年（昭和17年）9月にモハ5571 - 5574の4両が木南車輌製造で新製されたものである。後述の通り、本形式は間接非自動制御（HL制御）仕様で設計・製造され、そのため形式称号ならびに車両番号（以下「車番」）は武蔵野鉄道においてHL制御の車両を表す5000番台に区分された。
もっとも、本形式の落成時期は太平洋戦争激化に伴う物資不足が生じつつあった時期と重なっていたことから電装品の手配が大幅に遅延し、本形式は1943年（昭和18年）3月23日付の設計変更認可をもって電動車から制御車へ設計変更され、クハ5570形5571 - 5574として運用された。
太平洋戦争終戦後の1945年（昭和20年）9月22日付で、武蔵野鉄道は（旧）西武鉄道を吸収合併して（現）西武鉄道が成立したが、同時期の利用客増加に伴って保有する電動車のみでは車両不足を来たし、本形式を落成当初の計画通り電動車に改造することとなった。1947年（昭和22年）4月21日付の設計変更認可によって全車とも電動車化されてモハ5570形5571 - 5574と改称、さらに1948年（昭和23年）6月の西武鉄道に在籍する全車両を対象に実施された一斉改番に際してはモハ301形302・301・303・304と改称・改番された。
本形式は終始池袋線系統に配属されて他形式の制御車および付随車を編成中間に組み込んだ4両編成を組成し、主に急行・準急といった優等列車運用に充当され、1964年（昭和39年）3月まで在籍した。

## 車体
構体主要部分を普通鋼製とした全長18,000mmの半鋼製車体を備える。前後妻面に運転台を備える両運転台仕様で、前後妻面とも等幅の前面窓が3枚並ぶ非貫通構造である。運転台構造は片隅式ながら乗務員扉は左右両側ともに備え、武蔵野鉄道に在籍する車両の標準仕様に則って運転台は進行方向右側に設置された。
側面には1,060mm幅の片開客用扉を片側3箇所備え、側面窓はクハ5855形・5860形に引き続き二段上昇窓を採用、側面窓配置はdD5D5Dd（d：乗務員扉、D：客用扉）である。また竣功当初は物資不足を反映し、本来外板幕板部に設置されるべき雨樋を省略して落成したが、後年全車とも雨樋が整備された。車体塗装は武蔵野鉄道の標準塗装であった茶褐色1色塗装である。
車内はロングシート仕様、750Wの電熱式車内暖房装置を1両当たり10基備え、客用扉は三菱電機製のEG-132-E空気圧動作式戸閉装置（ドアエンジン）を備える自動扉仕様である。車内照明は白熱灯を採用、天井部に60W電球を5個ずつ2列配置で装備する。

## 主要機器
以下、1947年（昭和22年）4月21日付の設計変更認可による電動車化改造後に搭載した主要機器について述べる。

### 制御装置
三菱電機製の電空単位スイッチ式間接非自動制御（HL制御）装置を採用する。同制御装置はウェスティングハウス・エレクトリック (WH) 社が開発した簡素な構造の制御装置で、武蔵野鉄道においてはデハ5550形・デハ5560形電車より採用された機種であった。
本形式が電動車化改造を施工された当時はモハ311形・クハ1311形電車など国電の戦災復旧車各形式の導入に伴って、後年の西武鉄道において標準機種となる、国鉄制式機器である電空カム軸式間接自動制御装置（CS1・CS5など）の導入が開始されていたものの、本形式の電動車化改造に際しては1942年（昭和17年）9月12日付の設計認可の内容を踏襲する形で間接非自動制御装置が採用された。

### 主電動機
三菱電機製の直流直巻電動機MB-146C（端子電圧750V時定格出力100kW、同定格回転数750rpm）を1両当たり4基搭載する。歯車比は2.32 (58:25)、駆動方式は吊り掛け式である。

### 台車
ボールドウィン・ロコモティブ・ワークス社が開発したボールドウィンA形台車を原設計とする、木南車輌製造製の形鋼組立型釣り合い梁式台車を装着する。固定軸間距離2,250mm、車輪径914mm、軸受部の構造は平軸受（プレーンベアリング）仕様である。

### 制動装置
M三動弁を使用したAMM自動空気ブレーキを常用し、手用制動を併設する。

### 補助機器など
集電装置は白揚社製の菱型パンタグラフを1両当たり1基搭載し、連結器は柴田式下作用型の並形自動連結器を装備する。

## 運用
前述した（現）西武鉄道成立後、戦災国電払い下げ車両（モハ311形・クハ1311形）導入に伴う車両限界拡大が実施されたことに伴って全車とも客用扉下部にステップを新設したのち、モハ301形301 - 304と改称・改番された本形式は、1950年（昭和25年）7月28日付の設計変更認可によって全車とも片運転台化ならびに運転台の進行方向左側への移設が施工された。モハ301・303は池袋方の、モハ302・304は飯能方の運転台および乗務員扉をそれぞれ撤去・客室化し、運転台を撤去した側の妻面には貫通路を新設、側面窓配置はdD5D5D1と変化した。同時期には車体塗装を下半分をマルーン・上半分をイエローとした2色塗りに改めたほか、モハ301・303については客室前位寄り・運転室直後の客用扉から側窓3枚分までを荷物室に転用して客荷合造車に改造され、モハニ301形301・303と改称されたが、後に荷物室を撤去して客室設備を復旧し、モハ301・303に戻された。
後に本形式は311系電車の制御車クハ1301形を本形式2両の中間に2両ずつ組み込んで4両編成を組成し、1961年（昭和36年）には編成中間に組み込む車両を451系電車の付随車サハ1471形1489 - 1492に差し替え、4両固定編成を組成した。その間、車内照明の蛍光灯化・車内放送装置の新設・客用扉の鋼製プレス扉化・連結器の密着連結器化・パンタグラフのPS13への換装などの改良工事が実施されたほか、制御装置を電空カム軸式の間接自動制御装置CS5に換装し、モハ411形電車（初代）・501系電車など戦後に新製された各形式との併結運用も行われた。さらに車体塗装については1960年代以降ディープラズベリーとトニーベージュの2色塗り、いわゆる「赤電塗装」が西武鉄道の標準塗装として新たに採用されたことに伴って本形式も同塗装に変更された。
後年の20m級車体の大型車増備に伴って、車体が小型で収容力の劣る武蔵野鉄道および（旧）西武鉄道が発注した各形式が順次代替されて廃車となる中、本形式は武蔵野鉄道が発注した旅客用車両としては比較的後期まで残存したが、1964年（昭和39年）1月31日付で実施された制御電動車の車両種別記号変更（モハ→クモハ）を受けてクモハ301形301 - 304と改称されて間もなく、同年3月10日付で全車廃車となった。
廃車後は全車とも一畑電気鉄道（現・一畑電車）に譲渡され、同社70系電車として導入された。なお、譲渡後の動向および譲渡に際しての各種改造内容の詳細については一畑電気鉄道70系電車項目を参照されたい。

## 車歴
| 形式       | 車番     | 竣功年月  | 改番                                        | 最終車番  | 廃車年月  | 譲渡                |
| ---------- | -------- | --------- | ------------------------------------------- | --------- | --------- | ------------------- |
| モハ5570形 | モハ5571 | 1942年9月 | クハ5571→モハ5571→モハ302                   | クモハ302 | 1964年3月 | 一畑電気鉄道クハ171 |
| モハ5570形 | モハ5572 | 1942年9月 | クハ5572→モハ5572→モハ301→モハニ301→モハ301 | クモハ301 | 1964年3月 | 一畑電気鉄道デハ71  |
| モハ5570形 | モハ5573 | 1942年9月 | クハ5573→モハ5573→モハ303→モハニ303→モハ303 | クモハ303 | 1964年3月 | 一畑電気鉄道デハ72  |
| モハ5570形 | モハ5574 | 1942年9月 | クハ5574→モハ5574→モハ304                   | クモハ304 | 1964年3月 | 一畑電気鉄道クハ172 |